# Georg Spenlein
Georg Spenlein (* 1486 in Basel; † 6. März 1563 in Wüllersleben) war ein deutscher Augustiner-Eremit und lutherischer Pfarrer.

## Ausbildung
Als Mitglied des Wittenberger Augustinerkonvents studierte Spenlein an der dortigen Universität (Immatrikulation 1512: „Frater Georgius Spelen Augustinianus“). Nach seiner Übersiedlung ins Augustinerkloster Memmingen erhielt er einen seelsorgerlich gehaltenen Brief von seinem Wittenberger Mitbruder Martin Luther. (Dieser Brief, geschrieben am 8. April 1516, wird oft herangezogen als Zeugnis für Luthers Selbstverständnis als Mönch.) 
1520 trat Spenlein aus dem Kloster Memmingen aus und studierte an der Universität Erfurt.

## Pfarrtätigkeit
Georg Spenlein wurde im Mai 1529 mit einem Empfehlungsbrief Philipp Melanchthons an Friedrich Myconius ausgestattet, um eine Pfarrstelle in Creuzburg an der Werra anzutreten. Dort brachte er durch polemische Ausfälle in seinen Predigten immer wieder Teile der Bevölkerung, besonders aus der Handwerkerschaft, gegen sich auf und lebte im ständigen Konflikt mit dem Rat der Stadt. Schließlich wurde er von dem Amtmann Georg von Harstall aus Creuzburg vertrieben und kam nach Gräfenhainichen; in einem Brief Melanchthons an Myconius vom 29. Januar 1543 erfährt man, dass Luther und Melanchthon sich in dieser Frage abgestimmt hatten und eine Rückkehr Spenleins auf seine Pfarrstelle empfahlen. Luther selbst hatte einen Wechsel der Pfarrstelle zunächst gutgeheißen, weil er die Information erhalten hatte, dass sich Spenlein „vergriffen hätte“. Nachdem die beiden in die Gemeinde entsandten Visitatoren Spenlein aber ein gutes Zeugnis ausstellten, schloss sich Luther ihrer Einschätzung an, dass Ärger über Predigten kein Grund sei, um Spenlein zu vertreiben.
Stattdessen wurde Spenlein 1544 Pfarrer in Arnstadt und ist ab 1553 als Pfarrer in Wüllersleben bezeugt, wo er auch verstorben ist. Nach Arnstadt schrieb ihm Luther am 17. Juni 1544 einen weiteren Brief, in dem es um einen Konflikt zwischen Spenleins Diaconus und einem gewissen Simon geht.